# Gjurmët
 (janvier 2020).
Gjurmët (les traces) était un groupe kosovar de new wave originaire de Pristina. Le groupe a été actif de 1980 à 1986 et était composé de cinq membres, dont le chanteur Migjen Kelmendi, aujourd'hui[Quand ?] journaliste et publiciste.

## Reformation en 2015
Le groupe s'est réuni en 2015 pour donner un concert au Palais des Congrès de Tirana, en Albanie, le 29 décembre. Le concert a réuni plusieurs chanteurs invités d'Albanie et du Kosovo.

## Membres
- Migjen Kelmendi : chant, guitare rythmique
- Armando Gjini : piano, synthétiseur
- Tomor Kurshumliu : chant, guitare basse
- Gazmend Hasbahta : guitare solo
- Petrit Riza : batterie
- Bekim Dyla : guitare principale

## Discographie
Album studio
- Gjurmët (1985)[2]

Compilation
- LP (2002)[3]